# Gretchen Parlato
 (juillet 2013).
Si vous disposez d'ouvrages ou d'articles de référence ou si vous connaissez des sites web de qualité traitant du thème abordé ici, merci de compléter l'article en donnant les références utiles à sa vérifiabilité et en les liant à la section « Notes et références ».
Gretchen Parlato, née le 11 février 1976 à Los Angeles, est une chanteuse de jazz américaine connue pour son approche latine du jazz. Elle a joué et collaboré avec des artistes tels que Lionel Loueke, Herbie Hancock ou encore Wayne Shorter. Ce dernier la compare à Frank Sinatra et Nat King Cole[réf. nécessaire].

## Biographie
En 2001, elle fut la première chanteuse acceptée au Thelonious Monk Institute of Jazz, sélectionnée par un jury comprenant Herbie Hancock, Terence Blanchard et Wayne Shorter.
En 2004 elle remporte le 1er prix de la Thelonious Monk International Jazz Vocal Competition - dont le jury comprenait Quincy Jones, Kurt Elling, Al Jarreau, Flora Purim, Dee Dee Bridgewater et Jimmy Scott.
En 2005, elle réalise son premier album, Gretchen Parlato, comme leader. Celui-ci est nommé 5e meilleur album jazz progressif de 2005 par Jazz Nation.
En août 2007, elle est nommée 3e Rising Star chanteuse dans le magazine DownBeat. En septembre de la même année, elle se produit avec Wayne Shorter à La Villette Jazz Festival à Paris.
En juillet 2008, Gretchen signe avec le label ObliqSound. C'est en août 2009 que sort In A Dream, son deuxième album, le premier sur son nouveau label. On y retrouve Lionel Loueke à la guitare et à la voix, Aaron Parks au piano et au Fender Rhodes, Derrick Hodge à la basse électrique et acoustique, et Kendrick Scott à la batterie. L'album est produit par Michele Locatelli, et comprend des arrangements du pianiste Robert Glasper. Il est nommé meilleur album jazz vocal de 2009 par le Village Voice Critics Poll.
The Lost And Found, son deuxième album pour le label Obliqsound, sort en avril 2011. Il comprend de nombreux musiciens déjà présents sur In A Dream, tels que Derrick Hodge à la basse électrique et acoustique, Kendrick Scott à la batterie, Alan Hampton à la guitare et à la voix, mais on y trouve aussi Taylor Eigsti au piano, Fender Rhodes et orgue Hammond B3 ou Dayna Stephens au saxophone ténor. L'album est coproduit par Robert Glasper qui signe à nouveau de nombreux arrangements.
Elle a participé à une vingtaine d'albums comme sidewoman avec des musiciens comme Herbie Hancock, Walter Smith, Miguel Zenon, Terence Blanchard ou son amie Esperanza Spalding.

## Discographie

### En solo
- 2005 : Gretchen Parlato (Gretchen Parlato)
- 2009 : In A Dream (Obliqsound Records)
- 2011 : The Lost and Found (Obliqsound Records)
- 2013 : Live in NYC (Obliqsound Records)
- 2021 : Flor (Edition Records)

### Collaborations
- Flow, Terence Blanchard, (2005), Blue Note Records
- Virgin Forest, Lionel Loueke, (2007, Obliqsound Records
- Scenarios, Gregoire Maret, Obliqsound Records, 2007
- The Traveler, Kenny Barron, (2008), Sunnyside
- Esperanza, Esperanza Spalding, (2008), Heads Up International
- Chamber Music Society, Esperanza Spalding, (2010), Heads Up International
- Album Renaissance, sur Setembro, Marcus Miller, (2012). Dreyfus Jazz
- 2013 : Vocal Deliria, Vol. 2 de Gino Sitson, Buda Musique, en invitée.

### Sources
- (en) Gretchen Parlato sur obliqsound.com
- (en) Gretchen Parlato sur allaboutjazz.com